# 마리에스타드

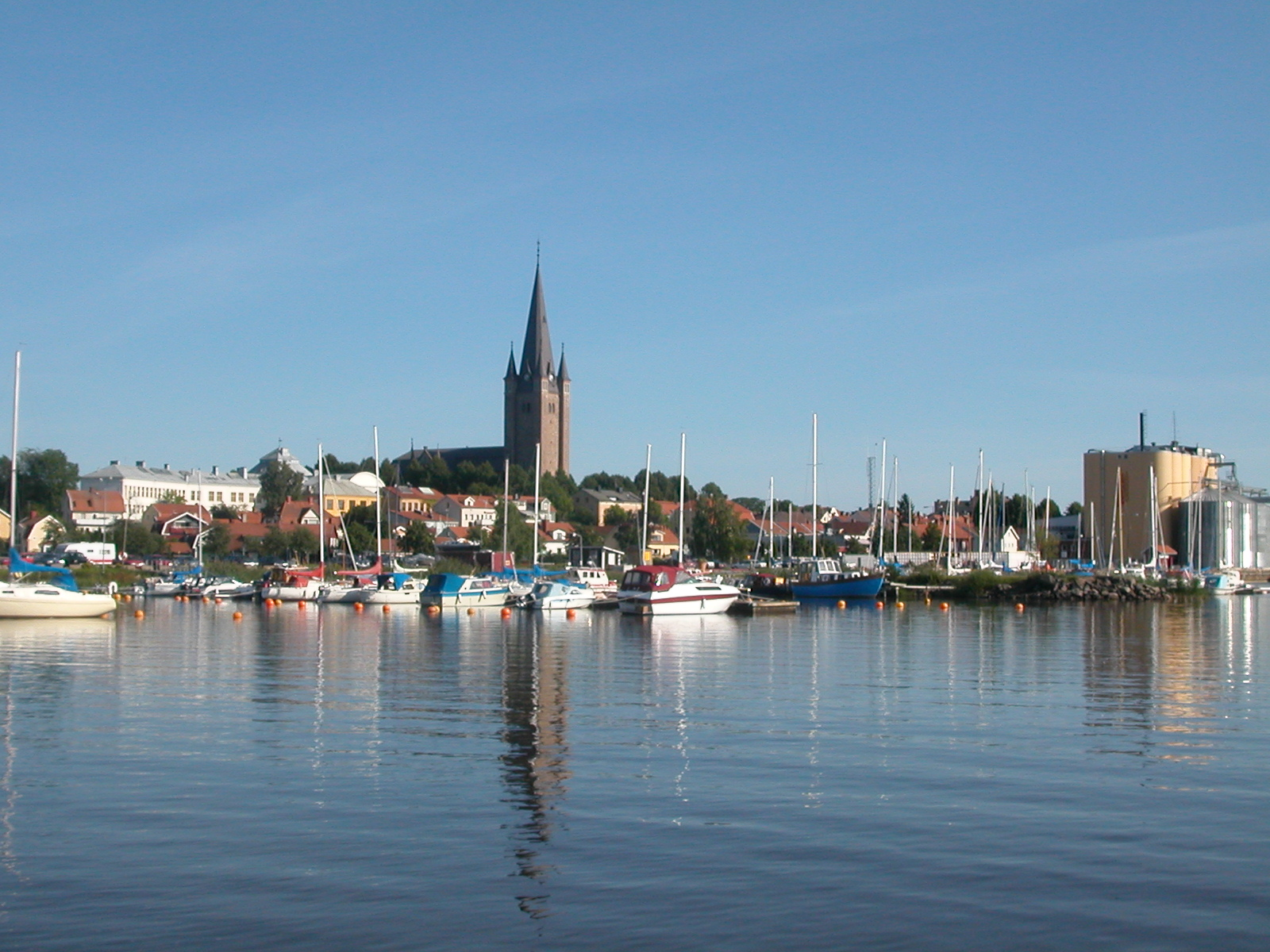
마리에스타드

마리에스타드(스웨덴어: Mariestad)는 스웨덴 베스트라예탈란드주의 도시로 면적은 10.97km2, 인구는 15,591명(2010년 12월 31일 기준), 인구 밀도는 1,421명/km2이다.
1583년 스웨덴의 국왕인 칼 9세에 의해 설립되었다. 도시 이름은 칼 9세의 왕비인 아나 마리아 폰 더 팔츠에서 유래된 이름이다. 1997년까지 스웨덴에 존재했던 주인 스카라보리 주의 주도였던 곳이다.